# Бејкерсвил (Северна Каролина)
Бејкерсвил (енгл. Bakersville) град је у америчкој савезној држави Северна Каролина.

## Демографија
По попису из 2010. године број становника је 464, што је 107 (30,0%) становника више него 2000. године.
| Група             | 2000.       | 2010.       |
| Белци             | 355 (99,4%) | 433 (93,3%) |
| Афроамериканци    | 0 (0,0%)    | 3 (0,6%)    |
| Азијати           | 0 (0,0%)    | 0 (0,0%)    |
| Хиспаноамериканци | 1 (0,3%)    | 12 (2,6%)   |
| Укупно            | 357         | 464         |